# Liste der Monuments historiques in Bourg-la-Reine
Die Liste der Monuments historiques in Bourg-la-Reine führt die Monuments historiques in der französischen Gemeinde Bourg-la-Reine auf.

## Liste der Bauwerke
| Bezeichnung      | Beschreibung | Standort                                                 | Kennzeichnung | Schutzstatus   | Datum          | Bild           |
| ---------------- | ------------ | -------------------------------------------------------- | ------------- | -------------- | -------------- | -------------- |
| Villa Hennebique | Erbaut 1901  | 1, avenue du Lycée-Lakanal 22, avenue Victor-Hugo (Lage) | PA00088085    | Inscrit Classé | 1972 2012 2014 | weitere Bilder |

## Liste der Objekte

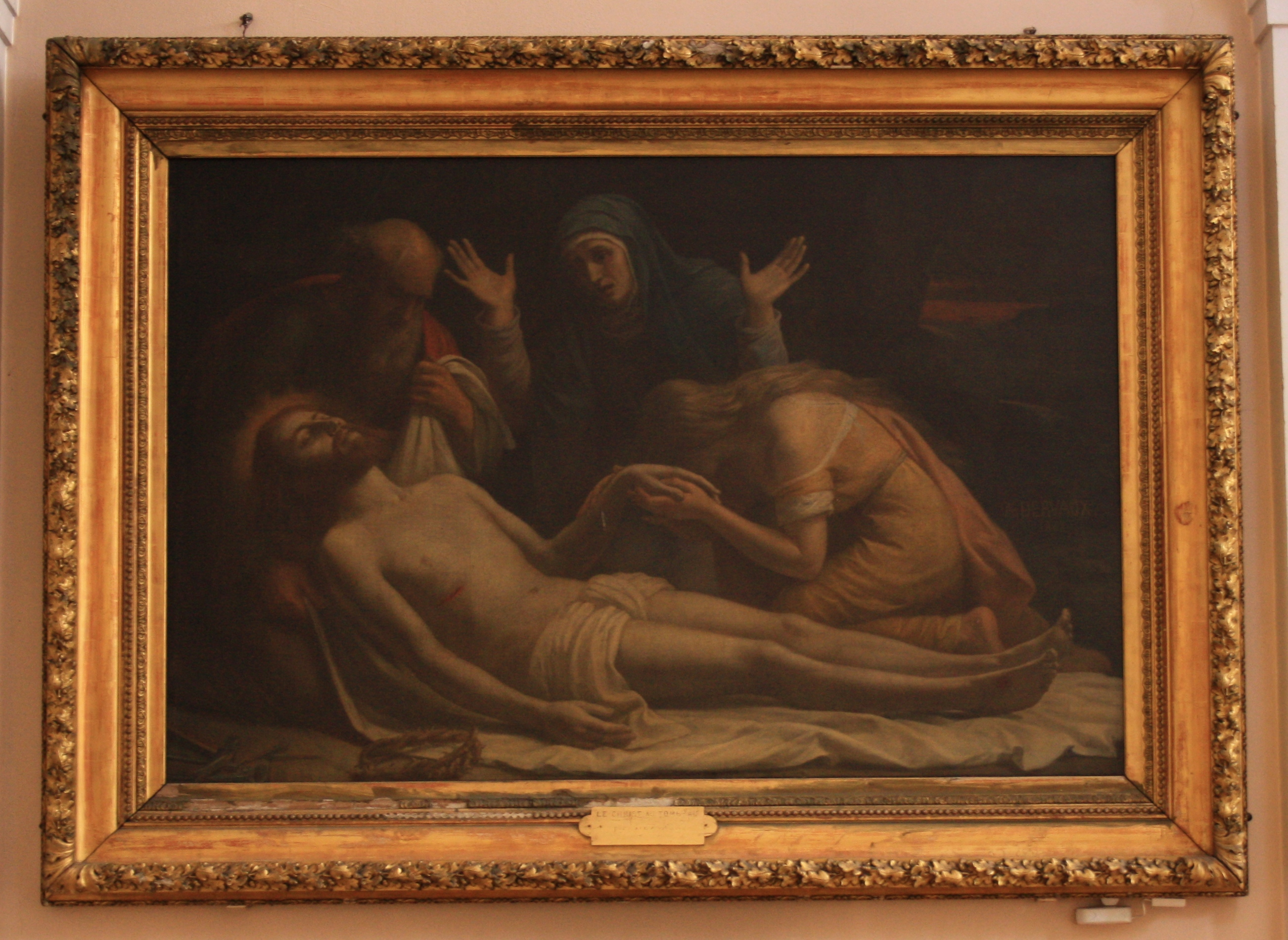
Ölgemälde in der Kirche St-Gilles

- Monuments historiques (Objekte) in Bourg-la-Reine in der Base Palissy des französischen Kultusministeriums